# Oniro
Oniro es una banda de rock argentino originaria de Buenos Aires, formada en 1999. Puede clasificarse dentro del rock con influencias de rock anglo, jazz y ritmos latinos. Son conocidos por sus conciertos enérgicos, sus letras crípticas y el uso de sus instrumentos en pos de armonías exigentes y ensambles conceptuales tanto en los shows como en sus discos.

## Historia

### Los comienzos
Antes de formar ONIRO, y con la “excusa de tocar” algún instrumento, Pablo Turow, Chin, Ulises Pighin y Gabriel Climent solo eran amigos que exprimían las noches para juntarse un rato a “zapar” y beber. La combinación de bebidas y la casi nulidad expeditiva de los músicos como tales (por mencionar, Ulises jamás había tocado la batería y el resto tenía un conocimiento básico de su instrumento) hacía de las veladas un rejunte cuasi irrisorio. Corría 1999 y a pesar de dicho comienzo poco fructífero, en sentido estrictamente musical, la banda –ahora ya oficializada, con nombre registrado y fechas por delante- empezó a profesionalizarse atraídos por la mejoría en sus instrumentistas, las composiciones propias y los ensayos más rigurosos. 
Fueron los pioneros del rock nacional (Patricio Rey, Sumo, etc) los que hicieron las veces de conductor musical inicial para encontrar luego de años de rodaje, la exclusiva identidad que hoy (ajenos y propios) destacan y posee ONIRO y que cuenta en su glosario genético rasgos genéricos de rock, jazz, dub, pop y metal.
La agrupación dio su primer concierto en Ramos Mejía; con Pablo Turow en guitarra, Chin en saxo y teclado, Ulises Pighin en batería, Gustavo García en voz y Fernando Guerrero en bajo. Meses atrás Gabriel Climent (cantante y bajista original) había abandonado la banda para radicarse en España.
En 2001 lanzaron dos demos: Amarillo y Azul. 
Los nombres de dichos Eondían simplemente al color de cada portada. En sendos demos participó como colaborador José Morales en guitarra.

### Panfilus (2003)
Luego de editar los EP, ONIRO continuó girando y cambiando de formación (Daniel Rivas en guitarra y Sebastián Koller en batería), mientras preparaba lo que sería su primer larga duración, Panfilus. A diferencia de los demos, que no contaban con una unidad temática, su primer disco es un álbum tri-conceptual que narra la primera parte de una historia protagonizada por Cox Hatton y Martina. Esta primera (álbum)-entrega centra su atención en un “donde” y es así que Panfilus, es el lugar elegido donde se desarrolla dicha historia. Las críticas de la prensa especializada para con Panfilus fueron sumamente positivas. El disco cuenta con diez track, siendo dos de ellos instrumentales.
- 1 Si no fuera por la reina
- 2 Chaqueta coqueta para surfear
- 3 Descanso para el rush
- 4 Panfilus
- 5 Msn
- 6 Payaso #1
- 7 Payaso #2
- 8 Fucsia do Brasil
- 9 Dómine dormilón
- 10 Sham-on

### Abril (2006)
Mientras la banda retomaba el ritmo habitual de ciudad luego de la gira atlántica de Panfilus, se suma Mariano Gambetta en bajo. El grupo comenzó a trabajar en el sucesor de su disco debut de 2003. En 2006 ONIRO lanzó su segundo larga duración, Abril, inspirado en la segunda entrega conceptual de la banda, esta vez la atención se centra en un “quien”, Martina. Las canciones del disco están basadas en las personas, los colores y las atmósferas descriptas en el diario íntimo de Martina, interpretado por la dupla García-Turow. Las críticas de Abril también fueron positivas, aunque más polarizadas que en Panfilus. Rubén Mederson, junto a ONIRO, escribieron todas las partes instrumentales (guitarras, teclados, bajos y batería), produciendo y supervisando él mismo las sesiones de preproducción y grabación. Catorce más un bonus son los track de la placa.
- 1 Martina
- 2 Dos coliseos
- 3 Tu fe
- 4 de abril es vida
- 5 Tan suyo
- 6 Fantasmas
- 7 Secretos
- 8 En tus labios
- 9 Sosegada
- 10 Como una avalancha
- 11 Como eternos vicios
- 12 Sin temor
- 13 Surcos sin tiempo
- 14 Matices

### De cenizas... Sangre (2008)
De cenizas… Sangre, tercer disco de ONIRO, fue lanzado en noviembre de 2008 de manera extraoficial. Pablo Turow coprodujo junto a Ruben Mederson el disco y la portada (como en los antecesores discos) estuvo a cargo de Lumia Estudio. Fernando Lamas en batería y Tulkas Peverelli en guitarra se incorporaron a la banda y graban este disco. Si bien la "hermandad" podría ser el tema principal de esta grabación, existía en De cenizas…Sangre la responsabilidad de cerrar la trilogía temática iniciada por Panfilus (2003)y continuada en abril (2006). Tanto en su página principal como en foros, existen dos "nouvelles" que acompaña a Abril y a este último trabajo dándole una apoyatura extra a los álbumes. Las críticas superaron ampliamente las expectativas de la banda. Once track contiene el play list de este álbum.
- 1 Juntos
- 2 Casi Oculto
- 3 Crecer
- 4 LLegando
- 5 La vigilia
- 6 Sabe de mi
- 7 Lancero
- 8 ...
- 9 Sangre
- 10 Rostros
- 11 A cerca

### Número Fi (2010)
Junto con el recambio de integrantes en las filas de la banda, este particular año (2010) traé consigo el aniversario número diez de ONIRO. Para festejarlo se espera el lanzamiento de Número Áureo.
- 1 xxx
- 2 xxx
- 3 xxx
- 10 bbb
- 9 bbb
- 8 bbb
- 7 bbb
- 6 bbb
- 5 bbb
- 4 bbb

## Crítica de la prensa
Site ElBondi.com sobre DE CENIZAS... SANGRE (2008)
Oniro confirma en este tercer disco todo lo bueno que venía insinuando en trabajos anteriores. Con un notable packaging a modo de tríptico y con láminas e ilustraciones para cada uno de sus temas, Oniro se propone cerrar una interesante etapa conceptual que encierra sus tres álbumes. Porque si Panfilus (2003) se centraba en un espacio geográfico determinado y Abril (2006) tenía como eje a otro sujeto, en De cenizas… Sangre (2008) hablan desde una primera persona, algunas veces singular y otras plural, redoblando esa apuesta en la que letra y música se confunden en oscuridad y cripticismo.
Claro que esa sería una única manera de definir a una banda que ha dado unas cuantas muestras de su espíritu inquieto y, por este motivo, ya el primer tema es un intento de escaparse de aquella aproximación inicial: “Juntos” tiene guitarras distorsionadas y hardrockeras pero más bien claras y un estribillo de rimas cortantes y musicales. “Casi oculto” se destaca por los teclados iniciales que aporta Chin y aparecen Los Redondos como una de las influencias más notorias, aunque en este caso, vale acercarlos más con Indio solista, quizás por el sonido más cargado y las guitarras acústicas que sostienen los fraseos de la eléctrica, en una buena muestra de la comunión entre los violeros Pablo Turow y Tulkas Peverelli.
“Crecer” tiene todo para explotar en el vivo, con unas estrofas ideales para reagruparse y arremeter en el estribillo, mientras que “Llegando” es quizás el símbolo más claro de que cada canción es un clima, o viceversa: una hermosa melodía pop, acolchonada otra vez con las acústicas y apenas sobresaltada por la batería de Fernando Lamas, una amenaza permanente que nunca se cumple. Con “La vigilia” vuelven a explotar la facilidad para crear atmósferas en un estribillo memorable que da pie para que se luzca Chin en saxo alto y tenor.
“Lancero” parte en dos el álbum y refleja el costado oscuro de Oniro, con Gustavo García cantando sobre los fraseos de guitarra y de saxo, y el mismo camino transita “Sabe de mí”, con mucho de la impronta lúgubre de Tom Waits. “De cenizas” se pierde en un segmento instrumental y experimental hasta que llega “Rostros”, que se sostiene en el bajo machacante de Mariano Gambetta y desemboca en un estribillo a puro rock industrial. El cierre del álbum es relajado, ya que “A cerca” tiene la esencia de las grandes canciones, con la dosis justa de delicadeza folk y un poquito de épica metalera.
En un ambiente oscuro y por momentos casi macabro, Oniro sobresale a partir de sus canciones, extrañas, complejas, cambiantes, y se confirma como una de las mejores opciones del under para aquellos que buscan en una banda de rock algo más que eso.
Periodista: Pablo Andisco

Site ElBondi.com sobre ABRIL (2006)
“Es difícil encontrar bandas en el ámbito local (y hasta en el exterior) que tengan desarrollado un sonido propio o una identidad tan marcada. Dentro de las excepciones se encuentra ONIRO que, a base de una versatilidad musical, puede navegar por el pop, hard rock y el dub, y ofrecer un clima diferente en cada tema. Un cóctel que viene acompañado por la importancia que el grupo le da a sus letras: historias oníricas con un toque de poesía que, en la profunda voz de Gustavo García, sobresalen. La palabra ONIRO apunta a todo lo relacionado con las quimeras. Y la palabra que más se repite en sus letras es –justamente– sueño. Este detalle hace que la banda se convierta en algo así como temática, y además, viste a su lírica con un traje místico. Similar a la minuciosidad con la que el Indio Solari trabajaba en las letras de Los Redondos, el guitarrista Pablo Turow (autor de la mayoría de las letras) hace un gran trabajo al mando de la escritura del grupo. En vivo la banda logra un sonido prolijo y conduce por algunos caminos rockeros y otros más tranquilos, pausados y hasta melancólicos...”
http://www.elbondi.com/musica/2006-09-23.1843cobertura.php?cobertura=1843 (enlace roto disponible en Internet Archive; véase el historial, la primera versión y la última).

Revista Desde Abajo sobre PANFILUS (2003)
"Pocas veces se encuentra una banda en el under que ya tenga un sonido propio. ONIRO lo ha logrado con este disco. Un rock bien destilado, añejado y disfrutable al máximo, como un buen whisky. Poderoso y sutil a la vez, los diez temas logran un producto completo de principio a fin"

Revista La Bitácora sobre ABRIL (2006)
“El trabajo de ONIRO en su segundo disco “Abril” (sucesor de “Panfilus”) puede resumirse en un rock para pastillas. “Abril” tiene rock, no roll, y una potencia melancólica que logra sumergirse en un estilo que, aunque exige catálogos (puede tener una cepa redonda), se mueve sin prejuicios ni perjuicios para los escuchas. “Abril” tiene ideas, ganas y un futuro que, aunque no es masivo (ya que no entra en el actual programa de hits), tiene una buena parada. Los climas van y vienen y, aunque las hojas tengan más vida en el suelo, la banda encuentra en esa oscuridad un motivo de vida”
https://web.archive.org/web/20070806035444/http://www.revistalabitacora.com.ar/notas/2006-06-12.912/fotosv2.php?id=912&news=0

Revista Camino Lateral sobre PANFILUS (2003)
"Con una lírica rebuscada, pero sin dejar de ser a la vez poética e inspiradora, una música que se funde en melodías y cambios de ritmo que generan un clima diferente en cada uno de los temas. Estos diez cortes son suficientes para satisfacer nuestras ganas de escuchar muy buen rock, que no tiene nada que envidiarle a nadie (y se nota que tampoco les interesa parecerse a ninguno)"

Site Descongelando Mentes sobre ABRIL (2006)
“Excelente álbum con muy buena presentación y con 14 muy parejitos tracks cuya autoría se reparten Pablo Turow y Gustavo García, inspiradas canciones de rock. Nosotros los cráneos de DescongelandoMentes, guardamos en nuestra “music box” del corazón este puñado de temas por considerarlos musicalmente excelentes, principalmente por la constante preocupación por los arreglos musicales puesta por los integrantes de este grupo al servicio de exigentes oídos. “Abril” de ONIRO un álbum para tener muy en cuenta y para colocarlo en vuestras selectas CDtecas cibernautas amigos. “
http://www.descongelandomentes.com.ar/amasijando_discos/rock_pop.html Archivado el 15 de abril de 2009 en Wayback Machine.

Site El Acople sobre PANFILUS (2003)
"El surrealismo y la abstracción se traslucen en cada letra y música de ONIRO, detrás del rock frenético de guitarras y ritmos firmes. ONIRO construye su propio mundo con personalidad y esfuerzo artístico. ONIRO alcanza su punto más alto cuando las canciones toman vuelo y se despegan del rock para avanzar como si estuvieran atravesando sueños”
https://web.archive.org/web/20080422171824/http://www.elacople.com/cds.php

## Etimología del nombre y curiosidades
"Oniro" es un estado fisiológico de disolución de la conciencia que consiste en que a la desorientación en el tiempo y en el espacio se unen alucinaciones visuales organizadas en escenas cuyo desarrollo y significado están determinados por una dinámica afectiva en los sueños.

## Miembros
- Pablo Turow – guitarra, letras, productor (1999-presente)
- Chin – saxo tenor y barítono, teclados (1999-presente)
- Gustavo García Díaz – voz líder, letras (2000-presente)
- Tulkas Peverelli - guitarra (2007-presente)
- Adrián Peralta - batería (2010)
- Manu Canay - bajo (2010)

- Gabriel Bugeiro – Co Management
- Carla Sánchez – Co Management
- Esteban Luis Seglin Palacios – Luces
- Leandro Fernández – Arte Visual
- Diego Perri - Prensa

### Miembros anteriores
Bateristas
- Ulises Pighin - (1999-2002)
- Sebastian Koller - (2002-2007)
- Fernando Lamas - batería (2007-2009)

Bajistas
- Gabriel Climent - (1999-2000)
- Fernando Guerrero - (2000-2004)
- Claudio Pizzo - (2004-2005)
- Mariano Gambetta - (2005-2009)

Guitarristas
- José Morales - (2001-2002)
- Daniel Rivas - (2002–2007)

Saxofonistas
- Julian Quintana - (2005-2008)

Todoterrenos
- Ruben Mederson – saxo alto, voces, productor (2005-2009)
- Eloy Tynan - mánager (2005-2009)

Colaboradores históricos e invitados eventuales
- Mariana Sempio - Patricio Díaz - Diego Vidal - Daniel Rivas - Sebastian Koller - Ulises Pighin - Hernie White - Esteban Luis Seglin Palacios - Gabriel Climent -

De acuerdo con el sitio web oficial de la banda, hay más de doce personas que integran Oniro.

## Discografía

### Estudio
- Panfilus (2003)
- Abril (2006)
- De Cenizas... Sangre (2008)

### EP
- Amarillo (2001)
- Azul (2002)

### Compilados
- «Abril es vida» - 2006, sencillo integrado en Compilado Estudio Urbano 2008

### Sitios oficiales
- Sitio oficial ONIRO
- De cenizas... Sangre en MySpace
- Abril en MySpace

### Otros sitios
- Nujazzvi en MySpace
- Ruben Mederson
- Lumia
- Leandro Fernández

- Datos: Q5485616